# مارکوود (ویرجینیای غربی)
مارکوود (به انگلیسی: Markwood) یک منطقهٔ مسکونی در ایالات متحده آمریکا است که در شهرستان مینرال، ویرجینیای غربی واقع شده‌است.